# Boris N'Guéma Békalé
Boris N'Guéma Békalé (né le 7 décembre 1984 à Kango) est un footballeur international gabonais.

## Carrière
Boris commence sa carrière dans la seconde division gabonaise jouant deux saisons avec le TP Akwembe Libreville avant de partir rejoindre le Delta Téléstar Libreville jouant là aussi deux saisons. Après trois saisons avec le FC Libreville où il remporte le Championnat du Gabon de football en 2007, il retourne au Delta Téléstar durant une saison avant de signer un contrat avec l'USM Libreville où il est titulaire.

## Palmarès
- Championnat du Gabon de football : 2007
- Coupe du Gabon de football : 2015